# Дубровка (Тамбовская область)
Дубровка — село в Тамбовском районе Тамбовской области России. Входит в Авдеевский сельсовет.

## География
Расположено на реке Матыра,  примерно в 40 км к юго-западу от центра Тамбова.

## История
До 2010 года село являлось административным центром Дубровского сельсовета.
В 2023 году в состав укрупненного села включена деревня Климиновка.

## Население
| 2002 | 2010 |
| ---- | ---- |
| 507  | ↗508 |

Согласно результатам переписи 2002 года, в национальной структуре населения русские составляли 95 % от жителей.

## Инфраструктура
Личное подсобное хозяйство с зоной сельскохозяйственного использования, индивидуальная застройка усадебного типа.
Основа экономики — сельское хозяйство.
Отделение почтовой связи № 392562

## Транспорт
Остановка общественного транспорта «Дубровка» в центре села.